# 依然相信
〈依然相信〉（英語：I Still Believe）是美國女歌手瑪麗亞·凱莉在1999年2月發行的單曲，這首歌曲的原唱者是布蘭達·史塔爾（Brenda K. Starr），收錄於她在1987年發行的同名專輯中，當時在告示牌單曲榜獲得第13名的成績。瑪麗亞·凱莉曾經擔任過這首歌曲的合音，為了感謝布蘭達·史塔爾當年對她的提攜之恩，特地在她首張精選專輯《獨一無二-白金冠軍單曲全選》（#1's）中翻唱此曲。新版本的〈依然相信〉獲得告示牌單曲榜第4名以及舞曲榜冠軍的成績。

## 歌曲資料

### 原唱介紹
〈依然相信〉的原唱者是布蘭達·史塔爾（Brenda K. Starr），這首歌曲最早收錄於她在1987年7月發行的同名專輯《布蘭達·史塔爾》中，單曲的部分則是在1988年2月推出，當時在告示牌單曲榜獲得第13名的成績。布蘭達·史塔爾在錄製〈依然相信〉時，曾邀請當年僅18歲的瑪麗亞·凱莉擔任這首歌曲的合音，當時瑪麗亞·凱莉尚未涉足唱片界，但她的才華頗受到布蘭達·史塔爾賞識，兩人因此結識成為好友。1988年底，布蘭達·史塔爾帶著瑪麗亞·凱莉參加唱片公司高層的派對，瑪麗亞·凱莉因此結識了哥倫比亞唱片公司總裁湯米·摩托拉（Tommy Mottola），進而簽下唱片合約成為歌手。瑪麗亞·凱莉對於布蘭達·史塔爾曾大力提攜自己一直感念在心，於是在1998年她發行個人首張精選輯《獨一無二-白金冠軍單曲全選》（#1's）時，特地重新翻唱這首對她具有特別意義的〈依然相信〉並收錄進來。

### 單曲簡介
〈依然相信〉收錄在瑪麗亞·凱莉首張個人精選輯《獨一無二-白金冠軍單曲全選》（#1's），這是一首相信愛情存在，敢勇於追求幸福積極正面的情歌，瑪麗亞·凱莉的嗓音詮釋這首歌曲，比起原版多了點成熟嫵媚的韻味。
〈依然相信〉的音樂影片拍攝於美國加州的爱德华兹空军基地，這支影片參考性感女星瑪麗蓮·夢露（Marilyn Monroe）在1953年赴韓訪問美國联合劳军组织時的演出，因此瑪麗亞·凱莉在片中的服裝和髮型都有復古味道。

### 商業成績
〈依然相信〉在1999年2月6日進入告示牌單曲榜，首週成績為第69名，3月20日名次升至第4名，徘徊兩週之後始往下降，它在榜內一共停留20週。〈依然相信〉在單曲榜最高獲得第4名，這是瑪麗亞·凱莉唯一一首第4名的單曲，這首單曲在1999年4月10日登上舞曲榜冠軍，它在美國地區銷售數字突破100萬張，成為白金單曲，在1999年告示牌年終單曲榜中位居第36名。〈依然相信〉在英國單曲榜獲得第16名。